# Adrián Conink
Adrián Félix José Conink Jácome  (Sevilla, 1661-Madrid, 1728) fue un clérigo y filólogo español. Fue arcediano y canónigo en la catedral de Salamanca, y Agente General de las Iglesias de España.
Ingresó en la Real Academia Española el 26 de octubre de 1713, en la que ocupó la «silla L», antes por tanto de la constitución oficial y pública de la Academia, siendo uno de los primeros académicos de número no considerados académicos fundadores. Presentó a la academia algunos de los primeros trabajos sobre Ortografía que se vieron en ella, y se le encargó reflejarlos en el tercero de los cuatro prolegómenos («discursos proemiales» se los llamó) del Diccionario. En el Diccionario se encargó también de las palabras que comienzan por «ap» y «aq», así como de definir las voces sobre cetrería y de extractar pasajes de la traducción de Juan de Mariana de Historia de rebus Hispaniae, y de otras autoridades: Pedro Fernández de Navarrete, Bernardo de Alderete, Tomé de Burguillos (heterónimo de Lope de Vega), Francisco de Quevedo... Desde el 29 de diciembre de 1723 ocupó en la Academia uno de los dos puestos de revisor, para examinar las cédulas y cuidar de la corrección del Diccionario en su primera edición.
Falleció en Madrid el 13 de septiembre de 1728. En la Academia se le rindió homenaje el 30 de ese mes, con una oración panegírica a cargo de Lorenzo Folch de Cardona, y su elogio corrió a cargo de Francisco Manuel de la Mata Linares, que años después también sería académico.
| Predecesor: (ninguno) | «Silla L» de la Real Academia Española 1713 - 1728 | Sucesor: Diego Suárez de Figueroa |